# Elecciones provinciales de San Luis de 1950
Las elecciones generales de la provincia de San Luis de 1950 tuvieron lugar el domingo 26 de marzo del mencionado año con el objetivo de renovar la Gobernación, así como 14 de las 25 bancas de la Legislatura Provincial. Fueron las últimas elecciones provinciales sanluiseñas en las que votaron únicamente los hombres. El gobernador Ricardo Zavala Ortiz, del Partido Peronista (PP), se presentó a la reelección, siendo para entonces uno de los pocos gobernadores electos en 1946 que aún seguía en su cargo. Obtuvo fácilmente el triunfo con el 62,66% de los votos contra el 19,66% de Horacio de la Mota, candidato del Partido Demócrata Liberal (PDL), y el 17,31% de Julio Domeniconi, de la Unión Cívica Radical (UCR). El candidato del Partido Comunista (PCA), Manuel Esteban Espinosa, obtuvo solo 93 votos, es decir, el 0,37% restante.
Zavala Ortiz asumió su segundo mandato el 22 de mayo, con un período acortado hasta el 4 de junio de 1952 debido a la reforma constitucional argentina de 1949, que en una de sus cláusulas establecía que las siguientes elecciones provinciales coincidirían con las elecciones presidenciales.

## Resultados

### Gobernador
|  | 62,66 % |

|  | 19,66 % |

|  | 17,31 % |

|  | 0,37 % |

|  | 98,43 % |

|  | 1,57 % |

|  | 100 % |

|  | 57,61 % |